# 입위

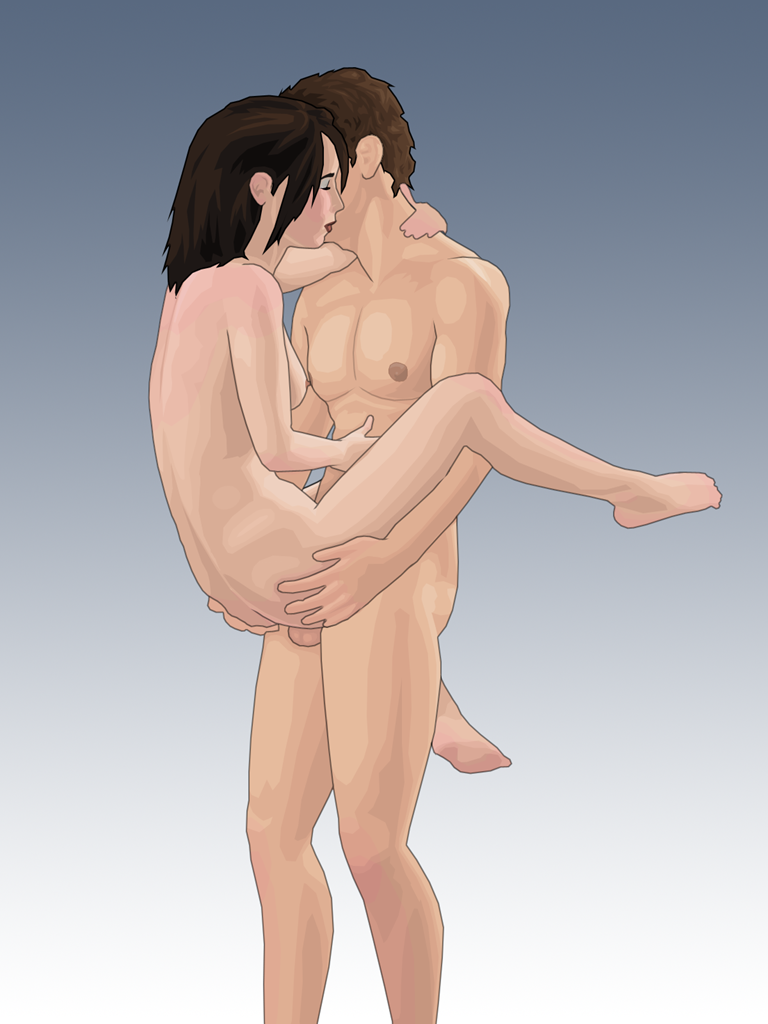

입위(立位)는 성교 체위의 하나로 최소 한명은 서있고, 다른 사람은 서있거나 들려 있는 자세로 성기 결합을 하는 체위이다. 이 체위는 다시 남녀가 마주하는 대면입위와 후면입위의 2종류로 나뉜다.

## 같이 보기
- 성교 체위